# 오존층 보호에 관한 빈 협약
오존층은 사람에게는 물론 동식물에 피해를 주는 단파장 자외선을 흡수함으로써 지구를 보호한다.
냉매제·세정제·발정제·소화제 등으로 쓰이는 염화플루오르화탄소(프레온가스)가 성층권 상부에 있는 오존층을 파괴하는 것으로 밝혀졌다. 따라서 세계기상기구와 유엔환경계획은 공동으로 1977년부터 오존층의 변화와 그 파급 효과를 측정하기 시작했다.
그 결과 1980년대 중반 남극대륙에서 오존구멍을 발견했으며, 지구 전체에서 오존층이 급격히 감소한 것을 확인했다.
또한 세계적인 노력 없이는 오존층의 감소를 막을 수 없음을 알았다. 그래서 1985년에 오스트리아의 빈에 각 나라의 대표가 모여 오존층 보호를 주요 내용으로 하는 빈 협약(Vienna Convention for the Protection of the Ozone Layer)을 채택했다.